# КК ФМП Београд
КК ФМП је српски кошаркашки клуб из Београда. Тренутно се такмичи у Јадранској лиги и Кошаркашкој лиги Србије.
Клуб нема везе са оригиналним ФМП-ом из Железника, већ је основан 1970. као КК Раднички у Новом Саду. Године 2009. се преселио у Београд, и прво носио име Раднички баскет, затим Раднички ФМП, да би од 2013. име било само ФМП.

## Историја
Клуб је основан 1970. у Новом Саду као КК Раднички. Клуб се кроз своју историју углавном такмичио у Српској лиги. Од 2006. до 2009. због спонзорских разлога се звао КК Раднички Инвест инжењеринг, а у том периоду и почиње успон клуба. Први пут улази у Прву лигу у сезони 2007/08. и у њој остаје до сезоне 2009/10. 2009. клуб прелази из Новог Сада у Београд и добија нови назив КК Раднички баскет. У јануару 2013. КК Раднички ФМП је променио име у КК ФМП, а клуб је такође променио и седиште па ће утакмице играти у дворани Железник.

### Имена клуба кроз историју
| Година     | Клуб (насеље)                |
| ---------- | ---------------------------- |
| 1970—2009. | КК Раднички (Нови Сад)       |
| 2009—2011. | КК Раднички баскет (Београд) |
| 2011—2013. | КК Раднички ФМП (Београд)    |
| 2013—      | КК ФМП (Београд)             |

Име клуба које је носио због спонзорских разлога:
| Година     | Клуб спонзор (насеље)                    |
| ---------- | ---------------------------------------- |
| 2006—2009. | КК Раднички Инвест инжењеринг (Нови Сад) |
| 2021—      | КК ФМП Меридианбет                       |

## Учинак у претходним сезонама
| Сез.     | Првенство Србије - КЛС | Првенство Србије - Суперлига | Куп Србије   | Регионално такмичење       | Европско такмичење |
| -------- | ---------------------- | ---------------------------- | ------------ | -------------------------- | ------------------ |
| 2011/12. | 3. место               | 5. место                     | Четвртфинале | -                          | -                  |
| 2012/13. | 7. место               | -                            | -            | -                          | -                  |
| 2013/14. | 1. место               | 5. место                     | Полуфинале   | -                          | -                  |
| 2014/15. | 1. место               | 6. место                     | Четвртфинале | -                          | -                  |
| 2015/16. | 1. место               | 4. место                     | Четвртфинале | -                          | -                  |
| 2016/17. | -                      | 2. место                     | Полуфинале   | Јадранска лига - 10. место | -                  |

## Тренутни састав

### Играчи на НБА драфту
На НБА драфту је из редова ФМП изабран један играч:
- Џона Болден (2017. год, 36. пик, одабрали Филаделфија севентисиксерси)

## Грб кроз историју
- КК Раднички
(Нови Сад)
1970–2009.
- КК Раднички баскет
(Београд)
2009–2011.
- КК Раднички ФМП,
(Београд)
2011–2013.
- КК ФМП
(Београд)
од 2013.